# Таванг-Такцанг (монастырь)
Таванг-Такцанг (Такцанг-гомпа в Таувнге) — буддийский монастырь, находится на скальной гряде над рекой Таванг-Чу, на расстоянии 45 км от города Таванг в округе Таванг в штате Аруначал-Прадеш, Индия. Монастырь принадлежит школе ньингма тибетского буддизма. Считается, что в VIII веке это место посетил Падмасамбхава и провёл здесь неделю. Название монастыря означает «тигриное логово», в данном случае подразумевается Падмасамбхава, который принял образ тигра.
Монастырь хорошо известен как святое место и привлекателен для паломничества. Монастырский комплекс находится на хребте и окружён густым лесом, над которым возвышаются горы. Каждый из трёх ярусов монастыря посвящён выдающемуся тибетскому учителю или божеству. Монастырь находится в пяти километрах езды от озера Мадхури (также Сангецар) 27°43′11″ с. ш. 91°49′23″ в. д. , популярном у туристов. В окрестности монастыря расположены места медитации Падмасамбхавы, которые обходят паломники. Спускаясь вниз по лестнице, паломники попадают в собственно логово тигра (Падмасамбхавы).